# Богослужіння
Богослужі́ння (лат. cultus divinius, celebratio liturgica) — зовнішнє вираження релігійності, виражене в громадських молитвах і обрядах. Складає істотну частину релігії взагалі. Воно в зовнішньому відображає внутрішній зміст самої віри і релігійний настрій душі. Релігійне почуття не може не виливатися в живих проявах — в слові, чи в жертви, чи в інших яких діях богошанування; релігія немислима без культу, в якому вона проявляє і виражає себе подібно до того, як душа виявляє своє життя через тіло. Релігія по суті своїй прагне до вищого блага. Винуватцем, джерелом вищого блага виступає Бог, формою повідомлення блага з боку Бога людині — одкровення, а засобом придбання благовоління Божого з боку людини вважається богослужіння. Таким чином, богослужіння становить нероздільну і суттєву частину релігії взагалі.

## Первісні релігії
В первісних релігіях міфологія обумовлювала собою ті або інші форми культу, так як свято, молитви, жертви тощо. Спочатку міфи були символічними уявленнями про сили, явища природи, релігійні свята були тісно пов'язані з різними її змінами. Впродовж соціального розвитку в коло міфології увійшли нові уявлення — сімейні, цивільні і політичні — це відбилося на всьому культі, на священних діях і обрядах. Діяльне прагнення людини до божества і бажання одержати його милість виражалися в молитвах і жертвах, що уявлялися як засіб догоджання божеству, від прийняття яких воно насолоджується і таким чином ніби стає мимовільним данником, боржником людини. В більш розвинутих релігіях дії культу вважаються умовними вимогами з боку богів, одне точне дотримання яких забезпечує людині отримання від богів різних благ.

## Юдаїзм
Релігія Старого Заповіту суттєво відрізняється суворим монотеїзм ом і моралізаторським характером. У ній один Бог пред'являє високі моральні вимоги до людини, що відчуває свою гріховність і немічність перед суворістю закону і чекає позбавлення і Викупителя. Такий характер відбивається на богослужінні і обрядах старозавітної релігії — всі присвячувалося спогадами великих справ Бога, а жертва приносилася не тільки у знак подяки Богові за добро, але й у свідчення віри у прийдешнього Спасителя.
Зокрема, можна відрізняти періоди розвитку старозавітного богослужіння: за часів патріархальні і за часів підзаконні.
- За часів патріархальні богослужіння складалося у жертвоприношеннях: «від плодів землі» (1 М. 4:3), «від своїх перворідних з отари» 1 М. 4:4), «з кожного чистого птаства» (1 М. 8:20). Молитва становила другу істотну частину патріархального богослужіння, а обрізання з часів Авраам а було необхідним знаком приналежності до вибраного народу Божого.
- У часи під законні всі богослужіння й обряди були визначені законами Мойсея. Крім щоденного богослужіння в скинії, богослужіння здійснювались за визначеними обрядами також здійснювалися в особливі дні — в суботу, на Пасху та свято Прісних хлібів (Опрісноків), П'ятидесятницю, свято Сурем, День Очищення, свято Наметів (Кучок), Новий місяць та Ювілей. Жертви були точно визначені за значенням і за обрядом їх вчинення, наприклад жертва за гріх, жертва про злочин, жертва мирна і дар безкровний. Була обрана також священна ієрархія з різними правами і обов'язками для здійснення богослужіння — великі ієреї, священики і Левіти.

## Християнське богослужіння
Новозавітне богослужіння початково втримувало деякі форми старозавітного богослужіння, проте історичні обставини скоро змусили і християн з юдеїв абсолютно і у всьому відокремитися від синагоги. Перші християни запозичили від старозавітної Церкви час молитов щодня, свята Пасхи і П'ятидесятниці, однак надали їм нового змісту.
Основним змістом християнського культу стало спасіння світу через Христа і во Христі. Усі найважливіші богослужбові дії зосереджуються близько Таїнств, в яких християнин отримує дари Духа Божого, що зміцнюють і вирощує у духовному житті. Найбільше з цих Таїнств — Євхаристія, в якій вірні смакують від тіла і крові Боголюдини, з'єднуються з Ним і як би долучаються Його божественної істоти.
З розвитком науки і мистецтва богослужіння поступово були збагачені гімнами і молитвами; християнський зміст знайшов своє втілення у музиці і живопису, що стали також невід'ємною частиною богослужінь; благоустрій завдячує розвитку архітектури.
З плином часу, стилі церковної служби стали сильно відрізняються між собою, від католицького, православного, лютеранського і англіканського літургійного богослужіння до євангелічних традицій протестантів, служба у яких включає проповідування нехристиянам або неактивним християнам.

### Східний обряд
У Церквах східного обряду (Греко-католицькі та православні церкви) Служба Божа відправляється згідно з текстом, авторство якого приписується св. Івану Золотоустому, або текстом, що приписується св. Василію Великому. Найчастіше у церквах правиться Літургія Івана Золотоустого. Літургія Василія Великого відправляється десять разів на рік: в усі неділі Великого Посту, в Великий Четвер і Велику Суботу, на навечіря Різдва Христового і Богоявлення, а також у день св. Василія Великого. Тексти Божественної Літургії інших авторів практично не вживаються.

### Західний обряд
У Церквах латинського обряду богослужіння зазвичай називають месою. В сучасній Католицькій церкві співіснують два чини меси: звичайна (або «післясоборна») і надзвичайна (іноді звана як «тридентська» або «класична»). Окрім цих двох чинів існують і інші літургійні обряди, що наслідують традиції місцевих громад чи монастирів. Літургія на основі римського обряду збереглася в Лютеранській та Англіканській церквах.

### Богослужіння в Україні
В Україну літургічні пісні та читання св. Письма дійшли у 9-му столітті з Візантії у церковно-слов'янському перекладі з часів св. Кирила і Мефодія. Служби складалися також і в Україні, головно для прославлення місцевих святих: св. Покрови, Бориса і Гліба з Xi ст., Теодосія Печерського з XII ст. та пізніші служби на честь св. Володимира Великого, княгині Ольги, Теодосія Углицького, Йосафата Кунцевича тощо. Служби святим вміщені у т. зв. Мінеях (на кожний день літургічного року), а великоднього циклу — у т. зв. Тріоді (пісна і цвітна Тріодь). Служби недільного циклу і т. зв. загальні служби вміщені в Осьмогласнику (Октоїху) та Загальній Мінеї.